# Szerencse dolga
A Szerencse dolga (eredeti cím: Lucky You) 2007-ben bemutatott amerikai filmdráma, melyet Curtis Hanson rendezett. A főbb szerepekben Eric Bana, Drew Barrymore és Robert Duvall látható. A film a Texas Hold’Em póker világát mutatja be.
A film (mivel az amerikai mozikban megbukott) Magyarországon moziforgalmazásba nem került, csak DVD-n adták ki 2007. október 25-én.

## Cselekmény
Huck Cheever Las Vegas-ban élő profi szerencsejátékos, aki a pókerasztalon kívül az életben is folyton kockáztat. Kapcsolata megromlott kétszeres póker világbajnok édesapjával,  L.C. Cheeverrel. Huck megismerkedik a városba érkező énekesnővel, Billie Offerrel. Billie-vel való kapcsolata megváltoztatja az életét és gondolkodásmódját. Huck összeszedi a póker világkupa nevezési díjához szükséges pénzt és elindul a versenyen, ahol édesapjával is megmérkőzik a fődíjért.

## Szereplők
| Szerep                     | Színész              | Magyar hang     |
| -------------------------- | -------------------- | --------------- |
| Huck Cheever               | Eric Bana            | László Zsolt    |
| Billie Offer               | Drew Barrymore       | Zsigmond Tamara |
| L. C. Cheever              | Robert Duvall        | Szersén Gyula   |
| Suzanne Offer              | Debra Messing        | Ősi Ildikó      |
| Telefon Jack               | Robert Downey Jr.    | Réti Barnabás   |
| 'Michelle Carson           | Jean Smart           | Incze Ildikó    |
| Ray                        | Michael Shannon      | Juhász Zoltán   |
| Jason Keyes                | Evan Jones           | Magyar Bálint   |
| Ready Eddie                | Horatio Sanz         | Elek Ferenc     |
| Roy Durucher               | Charles Martin Smith | Fazekas István  |
| Lester                     | Saverio Guerra       | Vári Attila     |
| Zálogos                    | Phyllis Somerville   | Illyés Mari     |
| Big Buckle Iverson         | Hans Howes           | Kristóf Tibor   |
| Tommy, a pókeres házigazda | Bradford English     | Vass Gábor      |

## A film készítése
A film forgatása 2005. március 28-tól 2005. május 14-ig tartott. A forgatás helyszíne Los Angeles és Las Vegas volt.

## Fogadtatás

### Bevételi adatok
A filmet 2007. május 4-én mutatták be az Egyesült Államokban. A bemutató hétvégén, 2525 moziban csupán 2 710 445 dollárt termelt, ami a 6. helyre volt elég. Ez olyannyira alacsony összeg, hogy az ugyanekkor bemutatott Pókember 3. csaknem 56-szorosát hozta (151 116 516 dollár) ezen a hétvégén. Az Egyesült Államok mozijaiban 63 napig (2007. július 5-ig) volt műsoron. Az USA-ban 5 758 950 dollárt, a világ többi részén 2 623 527 dolláros (összesen: 8 382 477 dollár) bevételt ért el.
Az IMDb becslése alapján kb. 55 millió dollárba került (a világ országaiban 9 millió dollárt sem hozott), tehát ki lehet jelenteni, hogy a film bevételi szempontból megbukott.

### Kritikai visszhang
A film kritikai fogadtatása gyengének mondható, a Rotten Tomatoes adatai szerint csak a kritikusok 30%-a (számszerűen: 135 kritikából 40 kritika pozitív, 95 kritika negatív) értékelte pozitívan a filmet. A nézők valamennyire pozitívabban állnak a filmhez, mint a kritikusok, az imdb-n 10-ből 5,9-en áll a film 8287 szavazat alapján (2009. július 16-i adat).